# سیارک ۷۸۳۷
سیارک ۷۸۳۷ (به انگلیسی: 7837 Mutsumi، نامگذاری:1993TX) هفت هزار و هشتصد و سی و هفتمین سیارک کشف شده‌است که در ۱۱ اکتبر ۱۹۹۳ کشف شد.
قدر مطلق سیارک برابر ۱۳٫۵۰ است.